# Peter Baumgartner (Kameramann)
Peter Baumgartner (* 14. Februar 1939 in Höngg; † 23. August 2021) war ein Schweizer Kameramann.

## Leben
Der Sohn des Architekten Armin Baumgartner und seiner Frau Trudy beendete das Gymnasium mit der Handelsmatura. Er wurde zunächst Werbetexter und absolvierte dann die Rekrutenschule. Anschliessend zog er nach München und begann ein Studium an der Filmhochschule München in der Regieklasse. Er fand sich hier jedoch nicht zurecht und musste 1960 die Schule verlassen.
So kehrte er in die Schweiz zurück und konnte noch 1960 auf Vermittlung seines Onkels, des Filmkomponisten Walter Baumgartner, als Volontär in der Funktion eines Kameraassistenten an dem Film Der Teufel hat gut lachen mitwirken. Er war dann noch dreimal Kameraassistent und arbeitete bei Zürcher Dokumentarfilmfirmen.
1967 kam er zur Urania-Film von Erwin C. Dietrich und wurde dessen wichtigster Mitarbeiter. Er war nicht nur als Chefkameramann für die Aufnahmen von zahlreichen Sexfilmen verantwortlich, sondern arbeitete auch als Synchronregisseur sowie vereinzelt als Filmeditor (1981 war er für Schnitt des Films Mad Foxes – Feuer auf Räder verantwortlich), Regisseur, Darsteller und Produktionsleiter. Zugleich war er Mitinhaber von Dietrichs Firmen.
Baumgartner, der sich in Berlin niedergelassen hatte, trennte sich 1990 von Dietrich und widmete sich seiner Synchronfirma Cinephon Filmproduktions-GmbH, bis ihn mehrere Schlaganfälle zwangen, sich in das Privatleben zurückzuziehen.

## Filmografie (als Kameramann)
- 1967: St. Pauli zwischen Nacht und Morgen
- 1967: Seitenstraße der Prostitution
- 1968: Unruhige Töchter
- 1968: … und noch nicht sechzehn (Regie und Drehbuch)
- 1968: Hinterhöfe der Liebe
- 1968: Die Nichten der Frau Oberst
- 1969: Weiße Haut auf schwarzem Markt
- 1969: Die Nichten der Frau Oberst. 2. Teil – Mein Bett ist meine Burg
- 1969: Die Neffen des Herrn General
- 1969: Champagner für Zimmer 17
- 1970: Schwarzer Nerz auf zarter Haut
- 1970: In der Glut des Mittags (La salamandra del deserto)
- 1970: Ich – ein Groupie (auch Co-Regie)
- 1970: Die Sex-Abenteuer der drei Musketiere
- 1971: Blutjunge Verführerinnen
- 1971: Die Stewardessen
- 1972: Blutjunge Verführerinnen. 2. Teil
- 1972: Mädchen mit offenen Lippen
- 1972: Die Mädchenhändler (auch Darsteller)
- 1972: Blutjunge Masseusen
- 1972: Blutjunge Verführerinnen. 3. Teil
- 1973: Die Betthostessen
- 1973: Mädchen, die nach Liebe schreien
- 1973: Eine Armee Gretchen
- 1974: Heißer Sex in Bangkok
- 1974: Der Teufel in Miss Jonas
- 1974: Frauen, die für Sex bezahlen
- 1974: Die bumsfidelen Mädchen vom Birkenhof
- 1974: Was geschah wirklich mit Miss Jonas
- 1975: Die Sex-Spelunke von Bangkok
- 1975: Heißer Mund auf feuchten Lippen
- 1975: Mädchen ohne Männer
- 1975: Mädchen, die sich selbst bedienen
- 1976: Mädchen, die am Wege liegen
- 1976: Frauengefängnis (nur Schnitt)
- 1976: Downtown (nur Schnitt)
- 1976: Mädchen im Nachtverkehr (nur Schnitt)
- 1976: Weiße Haut und schwarze Schenkel (nur Schnitt)
- 1976: Jack the Ripper – Der Dirnenmörder von London
- 1976: In 80 Betten um die Welt (nur Schnitt)
- 1976: Die Sklavinnen
- 1977: Die Liebesbriefe einer portugiesischen Nonne
- 1977: Die teuflischen Schwestern
- 1978: Frauen ohne Unschuld (auch Darsteller)
- 1978: Mädchen nach Mitternacht
- 1979: Die Nichten der Frau Oberst
- 1980: Gefangene Frauen
- 1980: Sechs Schwedinnen von der Tankstelle
- 1980: Julchen und Jettchen, die verliebten Apothekerstöchter
- 1981: Sechs Schwedinnen auf Ibiza
- 1982: Ein lasterhafter Sommer
- 1982: Heißer Sex auf Ibiza
- 1983: Sechs Schwedinnen auf der Alm
- 1984: Geheimcode: Wildgänse
- 1985: Kommando Leopard
- 1988: Der Commander
- 1988: Ein Schweizer namens Nötzli
- 1990: Der doppelte Nötzli